# Adolph Daniel Edward Elmer
Adolph Daniel Edward Elmer, född 1870 i Van Dyne, Wisconsin, död den 17 april 1942 i Manila, var en amerikansk botaniker och växtsamlare.
Elmer utbildades vid Washington Agricultural College vid  Washington State University och erhöll sin Master of Science vid Stanford University 1903. Mellan 1903 och 1927 samlade han växter i Filippinerna, Borneo, Nya Guinea och Kalifornien.
Han dog i dödsmarschen från Bataan den 17 april 1942 efter att ha tillfångatagits av japanska trupper.
Auktorsnamnet Elmer kan användas för Adolph Daniel Edward Elmer i samband med ett vetenskapligt namn inom botaniken; se Wikipediaartiklar som länkar till auktorsnamnet.